# Anoplophora tonkinea
Anoplophora tonkinea là một loài bọ cánh cứng trong họ Cerambycidae.